# Max Liebermann

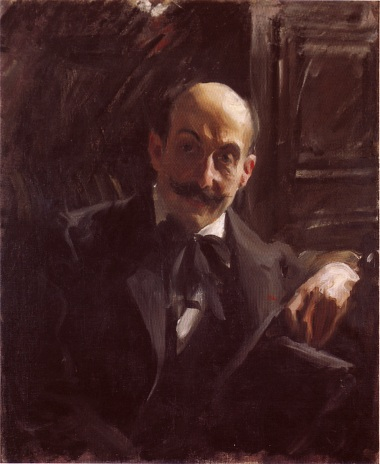
Anders Zorn: Max Liebermann (1891–1896).

Max Martin Liebermann, född 20 juli 1847 i Berlin, död 8 februari 1935 i samma stad, var en tysk konstnär.

## Biografi
Som 15-åring började Max Liebermann som lärling hos konstnären Carl Steffeck mot sin fars vilja. Efter inledande studier vid konsthögskolan i Weimar flyttade han till Düsseldorf 1871 där han träffade Mihály Munkácsy. Tillsammans begav de sig till Paris, där Max Liebermann fortsatte sin konstnärliga utbildning 1873–1878. Hans starkt måleriska stil påverkades först av Munkácsys mörka färgskala, till exempel i Gåsplockerskor (1872). Även med svenska konstnärer i Paris underhöll han livliga förbindelser, framför allt med Carl Fredrik Hill, vars talang han skattade högst bland de samtidigt studerande svenskarna. Liebermann företog flera resor till Nederländerna, där bland annat Jozef Israëls konst gav honom viktiga influenser.
Med åren från 1890-talet blev hans målningssätt djärvare och mera summariskt. Nya ljuseffekter uppträder i hans målningar, men framför allt försöker han fånga rörelsen och rytmen. Liebermann framstod härefter som Tysklands främste och mest självständige arvtagare av impressionismens läror, den obestridlige ledaren för hemlandets moderna konstinriktning. Han var en av initiativtagarna till konstnärsföreningen Berliner Secession, vars ordförande han var under dess mest betydande år 1898–1911. Efter brytningen med Berliner Secession 1913, blev han hederspresident i Freie Secession.
Liebermanns verk fördömdes av nazisterna och betecknades som entartete Kunst. Sju verk av honom beslagtogs av propagandaministeriet på olika tyska museer. Det var 4 målningar, 2 grafiska blad och 1 teckning. Emanuel Fohn bytte till sig teckningen och dess öde är sedan dess okänt. Oljemålningarna såldes både utomlands och till privatpersoner inom landet. En av dem återbördades så småningom till Neue Nationalgalerie i Berlin. De grafiska bladen såldes till konsthandlare och deras vidare öden beskrivs som okänt.
Liebermanns interiör- och landskapsmåleri - i regel med figurastaffage - kompletteras med en rad utomordentliga porträtt av tyska kulturpersonligheter. Han räknas även till samtidens främsta grafiska konstnärer. Hans Gesammelte Schriften utkom 1922. Liebermann är representerad på de flesta större utländska och tyska konstmuseer.

## Målningar
- Gåsplockerskor, genremålning (1872)
- Grismarknad i Haarlem (1891)
- Georg Brandes (1902)

## Galleri
| - Die Gänserupferinnen / Gåsplockerskor (1871-1872), olja på duk, 119.5 × 170.5 cm, Alte Nationalgalerie. |

## Eftermäle
Asteroiden 12329 Liebermann är uppkallad efter honom.